# AFC U17アジアカップ
AFC U17アジアカップ（英: AFC U17 Asian Cup）は、アジアサッカー連盟（AFC）が主催する、17歳以下のナショナルチームによるサッカーの大陸選手権大会である。現在は2年に1度行われている。この大会はFIFA U-17ワールドカップのアジア予選を兼ねており、優勝チームおよび、上位の数チームが出場権を得る。

## 概要
この大会は、「アジアにおける若手プレーヤーの育成と強化を図るための国際大会の場を提供する」ため、1985年にAFC U-17選手権として創設された。
しかし、次の年に開催されるFIFA U-17世界選手権の予選を兼ねていたため、実際には16歳以下の選手が集う大会となっており、大会名とズレが生じていた。また国際サッカー連盟（FIFA）による大会の名称協定も反映させるため、ウズベキスタンで開催された2008年大会から現在のAFC U-16選手権に改称された。
2023年大会より、本大会開催年をFIFA U-17ワールドカップと同年とし、「アジアカップ」ブランドを向上させるために全てのAFC主催の大会に「アジアカップ」の名前をつけることに伴い、大会名をAFC U17アジアカップ（英: AFC U-17 Asian Cup）と改称した（出場資格もU-17となる）。同大会でU-17サッカー日本代表が史上初となる大会連覇を達成した。
AFCは、国際サッカー連盟(FIFA)がFIFA U-17ワールドカップを隔年開催から毎年開催へ移行することとしたため、予選となる本大会も2025年から毎年開催へと変更することを決めた。
ちなみに、2025年大会までの20回において、開催国が優勝したことは1回もない。

## 年齢詐称問題
この大会では、出場選手の年齢詐称疑惑がたびたび問題になる。アジアでは個人の生年月日が正確に登録されていない国も多く、体格や技術的に16歳の域を超えているように見える選手の存在がたびたび取り上げられた。そうした選手が、その後年齢制限のないA代表などに出てこないこと、A代表では好成績を上げていない国がたびたびこの大会では上位に進出することなども、そうした疑惑を補強することになった。現在AFCはMRIで骨年齢を測定するなどの方法で選手の実際の年齢を確認し、明らかな違反があった国には国際大会長期出場停止などの処分を科している。
一例として、AFC U-16選手権2008では、予選大会を突破した国のうちイラク、北朝鮮、タジキスタンの三国が選手の年齢詐称行為によって失格、本大会出場停止処分となった。失格国には4000ドルの罰金が科された。また、本大会開催中にもイエメンが年齢制限を越えた選手を起用したことが発覚。イエメンのグループリーグ2試合は0-3での敗退扱いとなった。また、グループリーグ最終戦は無効試合となった。

## 結果
| 回 | 開催年 | 開催国           |                                                | 決勝戦                                         | 決勝戦                                         | 決勝戦                                         |                                                | 3位決定戦                                      | 3位決定戦                                      | 3位決定戦 |  | 出場 国数 |
| 回 | 開催年 | 開催国           | 優勝                                           | 結果                                           | 準優勝                                         | 3位                                            | 結果                                           | 4位                                            |                                                |           |  | 出場 国数 |
| -- | ------ | ---------------- | ---------------------------------------------- | ---------------------------------------------- | ---------------------------------------------- | ---------------------------------------------- | ---------------------------------------------- | ---------------------------------------------- | ---------------------------------------------- | --------- |  | --------- |
| 1  | 1985年 | カタール         |                                                | サウジアラビア                                 | 0 - 0 aet (PK 4 - 3)                           | カタール                                       |                                                | イラク                                         | 1 - 0                                          | タイ      |  | 7         |
| 2  | 1986年 | カタール         | 韓国                                           | 0 - 0 aet (PK 5 - 4)                           | カタール                                       | サウジアラビア                                 | 2 - 0                                          | 北朝鮮                                         | 8                                              |           |  |           |
| 3  | 1988年 | タイ             | サウジアラビア                                 | 2 - 0                                          | バーレーン                                     | 中華人民共和国                                 | 1 - 1 aet (PK 4 - 3)                           | イラク                                         | 10                                             |           |  |           |
| 4  | 1990年 | アラブ首長国連邦 | カタール                                       | 2 - 0                                          | アラブ首長国連邦                               | 中華人民共和国                                 | 5 - 0                                          | インドネシア                                   | 7                                              |           |  |           |
| 5  | 1992年 | サウジアラビア   | 中華人民共和国                                 | 2 - 2 aet (PK 8 - 7)                           | カタール                                       | サウジアラビア                                 | 2 - 1                                          | 北朝鮮                                         | 8                                              |           |  |           |
| 6  | 1994年 | カタール         | 日本                                           | 1 - 0 aet                                      | カタール                                       | オマーン                                       | 3 - 2                                          | バーレーン                                     | 10                                             |           |  |           |
| 7  | 1996年 | タイ             | オマーン                                       | 1 - 0                                          | タイ                                           | バーレーン                                     | 0 - 0 aet (PK 4 - 1)                           | 日本                                           | 10                                             |           |  |           |
| 8  | 1998年 | カタール         | タイ                                           | 1 - 1 aet (PK 3 - 2)                           | カタール                                       | バーレーン                                     | 5 - 1                                          | 韓国                                           | 10                                             |           |  |           |
| 9  | 2000年 | ベトナム         | オマーン                                       | 1 - 0                                          | イラン                                         | 日本                                           | 4 - 2                                          | ベトナム                                       | 10                                             |           |  |           |
| 10 | 2002年 | アラブ首長国連邦 | 韓国                                           | 1 - 1 aet (PK 5 - 3)                           | イエメン                                       | 中華人民共和国                                 | 1 - 0                                          | ウズベキスタン                                 | 10                                             |           |  |           |
| 11 | 2004年 | 日本             | 中華人民共和国                                 | 1 - 0                                          | 北朝鮮                                         | カタール                                       | 2 - 1                                          | イラン                                         | 16                                             |           |  |           |
| 12 | 2006年 | シンガポール     | 日本                                           | 4 - 2 aet                                      | 北朝鮮                                         | タジキスタン                                   | 3 - 3 aet (PK 5 - 4)                           | シリア                                         | 16                                             |           |  |           |
| 13 | 2008年 | ウズベキスタン   | イラン                                         | 2 - 1                                          | 韓国                                           | アラブ首長国連邦 / 日本                        | アラブ首長国連邦 / 日本                        | アラブ首長国連邦 / 日本                        | 16                                             |           |  |           |
| 14 | 2010年 | ウズベキスタン   | 北朝鮮                                         | 2 - 0                                          | ウズベキスタン                                 | 日本 / オーストラリア                          | 日本 / オーストラリア                          | 日本 / オーストラリア                          | 16                                             |           |  |           |
| 15 | 2012年 | イラン           | ウズベキスタン                                 | 1 - 1 aet (PK 3 - 1)                           | 日本                                           | イラン / イラク                                | イラン / イラク                                | イラン / イラク                                | 16                                             |           |  |           |
| 16 | 2014年 | タイ             | 北朝鮮                                         | 2 - 1                                          | 韓国                                           | オーストラリア / シリア                        | オーストラリア / シリア                        | オーストラリア / シリア                        | 16                                             |           |  |           |
| 17 | 2016年 | インド           | イラク                                         | 0 - 0 aet (PK 4 - 3)                           | イラン                                         | 日本 / 北朝鮮                                  | 日本 / 北朝鮮                                  | 日本 / 北朝鮮                                  | 16                                             |           |  |           |
| 18 | 2018年 | マレーシア       | 日本                                           | 1 - 0                                          | タジキスタン                                   | オーストラリア / 韓国                          | オーストラリア / 韓国                          | オーストラリア / 韓国                          | 16                                             |           |  |           |
| -  | 2020年 | バーレーン       | 新型コロナウイルス感染症の世界的流行により中止 | 新型コロナウイルス感染症の世界的流行により中止 | 新型コロナウイルス感染症の世界的流行により中止 | 新型コロナウイルス感染症の世界的流行により中止 | 新型コロナウイルス感染症の世界的流行により中止 | 新型コロナウイルス感染症の世界的流行により中止 | 新型コロナウイルス感染症の世界的流行により中止 | 16        |  |           |
| 19 | 2023年 | タイ             | 日本                                           | 3 - 0                                          | 韓国                                           |                                                | イラン / ウズベキスタン                        | イラン / ウズベキスタン                        | イラン / ウズベキスタン                        | 16        |  |           |
| 20 | 2025年 | サウジアラビア   | ウズベキスタン                                 | 2 - 0                                          | サウジアラビア                                 | 北朝鮮 / 韓国                                  | 北朝鮮 / 韓国                                  | 北朝鮮 / 韓国                                  | 16                                             |           |  |           |

## 統計

### 代表別通算成績
| 順 | 国・地域名       | 優 | 準 | 四 | 計 |
| -- | ---------------- | -- | -- | -- | -- |
| 1  | 日本             | 4  | 1  | 5  | 10 |
| 2  | 韓国             | 2  | 3  | 3  | 8  |
| 3  | 北朝鮮           | 2  | 2  | 4  | 8  |
| 4  | サウジアラビア   | 2  | 1  | 2  | 5  |
| 4  | ウズベキスタン   | 2  | 1  | 2  | 5  |
| 6  | 中華人民共和国   | 2  | 0  | 3  | 5  |
| 7  | オマーン         | 2  | 0  | 1  | 3  |
| 8  | カタール         | 1  | 5  | 1  | 7  |
| 9  | イラン           | 1  | 2  | 3  | 6  |
| 10 | タイ             | 1  | 1  | 1  | 3  |
| 11 | イラク           | 1  | 0  | 3  | 4  |
| 12 | バーレーン       | 0  | 1  | 3  | 4  |
| 13 | アラブ首長国連邦 | 0  | 1  | 1  | 2  |
| 13 | タジキスタン     | 0  | 1  | 1  | 2  |
| 15 | イエメン         | 0  | 1  | 0  | 1  |
| 16 | オーストラリア   | 0  | 0  | 3  | 3  |
| 17 | シリア           | 0  | 0  | 2  | 2  |
| 18 | インドネシア     | 0  | 0  | 1  | 1  |
| 18 | ベトナム         | 0  | 0  | 1  | 1  |

- データは2025年大会終了時点
- 太字は優勝経験のある国・地域で、太数字は最多記録
- 国・地域名は現在の名称で統一した

### 優勝回数
| 回数 | 国名           | 年                  |
| ---- | -------------- | ------------------- |
| 4回  | 日本           | 1994,2006,2018,2023 |
| 2回  | サウジアラビア | 1985,1988           |
| 2回  | 韓国           | 1986,2002           |
| 2回  | 中華人民共和国 | 1992,2004           |
| 2回  | オマーン       | 1996,2000           |
| 2回  | 北朝鮮         | 2010,2014           |
| 2回  | ウズベキスタン | 2012,2025           |
| 1回  | カタール       | 1990                |
| 1回  | タイ           | 1998                |
| 1回  | イラン         | 2008                |
| 1回  | イラク         | 2016                |